# 贵州连蕊茶
贵州连蕊茶（学名：Camellia costei）为山茶科山茶属的植物，为中国的特有植物。分布在中国大陆的广西、湖北、广东、贵州、湖南等地，生长于海拔540米至1,430米的地区，多生长于山坡林缘、山坡林中、山坡灌丛、山坡密林中、山脚、林中及疏林中，目前尚未由人工引种栽培。

## 异名
- Camellia dubia Sealy
- Camellia subacutissima H. T. Chang